# (2241) Alcathous
(2241) Alcathous (1979 WM) – planetoida z grupy trojańczyków okrążająca Słońce w ciągu 11,89 lat w średniej odległości 5,21 au. Odkryta 22 listopada 1979 roku.